# Żegrze
Żegrze (niem. Bamberg, Schekendorf) – część Poznania, a jednocześnie jednostka obszarowa Systemu Informacji Miejskiej, położona na osiedlu samorządowym Żegrze we wschodnim obszarze miasta.
Obejmuje osiedla Polan, Stare Żegrze i Orła Białego oraz rozległy teren aż do południowej części stacji Poznań Franowo, w którego centrum znajduje się Fort II (Stülpnagel) dawnej Twierdzy Poznań.

## Granice
Wedle Systemu Informacji Miejskiej jednostka obszarowa Żegrze znajduje się w granicach:
- od wschodu: torami kolejowymi
- od południa od krzyżówki ulic Nowosądeckiej z Sarbinowską w linii prostej do posesji, wzdłuż ich zachodniej rubieży
- od zachodu: ulicą Unii Lubelskiej, Żegrze, Inflancką, Pawią, północno-zachodnią granicą zabudowy osiedla Polan
- od północy: ulicą Piłsudskiego, Inflancką do ulicy Bolesława Krzywoustego, następnie ulicą Bolesława Krzywoustego do torów kolejowych[4]

## Historia

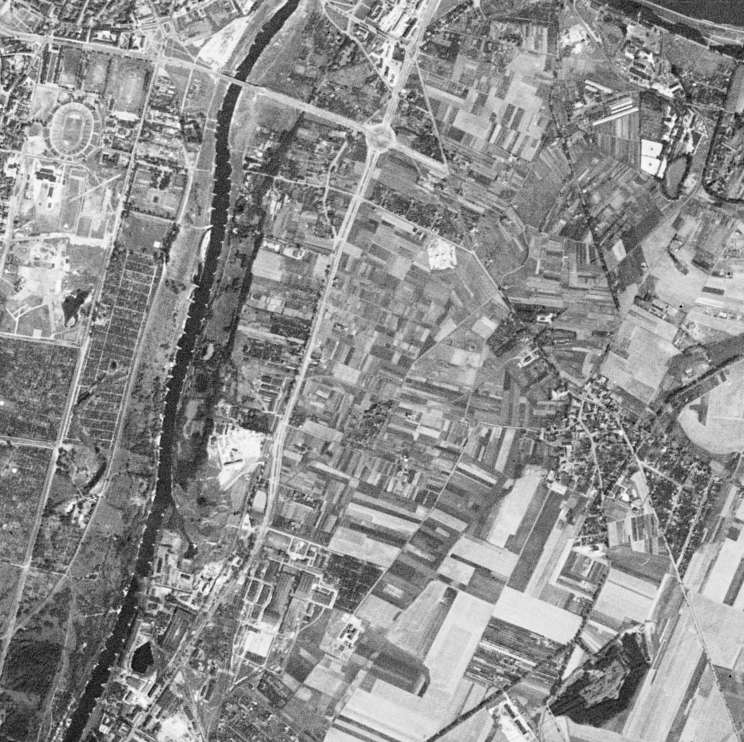
Tereny poznańskiego Nowego Miasta sfotografowane przez amerykańskiego satelitę wywiadowczego KH-4A 1023, w dniu 23 sierpnia 1965 r. Widoczny obszar Rataj, Żegrza i Starołęki.

Cały ten obszar wchodził w przeszłości w skład wsi Żegrze nadanej Poznaniowi jako zaplecze gospodarcze w roku 1253, a został ostatecznie włączony do miasta w 1940 r. Wieś szlachecka Zegrz położona była w 1580 roku w powiecie poznańskim województwa poznańskiego.
Według danych ze spisu powszechnego w 1789 (pierwszego w Polsce) Żegrze zamieszkiwało 135 osób, a w 1819 liczyło ono już 142 mieszkańców.
Aż do lat 70. teren zachował charakter i zabudowę wiejską. Wraz z budową nowych osiedli pierwotny charakter obszaru został zniszczony, a sieć hydrologiczna i topograficzna prawie całkowicie zmieniona. Pozostały nieliczne relikty wiejskiej zabudowy, np. kapliczki czy uliczki osiedlowe.
Obszar Żegrza w latach 1954–1990 należał do dzielnicy Nowe Miasto.
W 2000 r. utworzono jednostkę pomocniczą miasta Osiedle Żegrze.

## Współcześnie
W latach 1974–1977 na pograniczu Żegrza i Chartowa powstała nowoczesna trasa wylotowa na Katowice, zwana popularnie Trasą Katowicką. Powstała ona w miejscu założonego w 1939 cmentarza parafii św. Rocha. W związku z likwidacją jego oraz kaplicy cmentarnej, służącej również za kościół, uzyskano zgodę na budowę nowej świątyni pw. Najświętszej Bogarodzicy Maryi.
W połowie lat 90. na nowo ruszyła intensywna rozbudowa osiedli, zwłaszcza Starego Żegrza. Osiedla początkowo nazwane skrótami organizacji społeczno-politycznych ZWM, ZMS i ZMP po okresie transformacji przemianowane zostały na Polan, Stare Żegrze i Orła Białego.

## Bezpieczeństwo
Przy ulicy Bobrzańskiej mieści się remiza Jednostki Ratowniczo-Gaśniczej nr 7 Komendy Miejskiej Państwowej Straży Pożarnej.

## Przedsiębiorstwa
Przy ulicy Krzywoustego 72 znajduje się siedziba stacji telewizyjnej WTK.

## Transport

### Linie tramwajowe

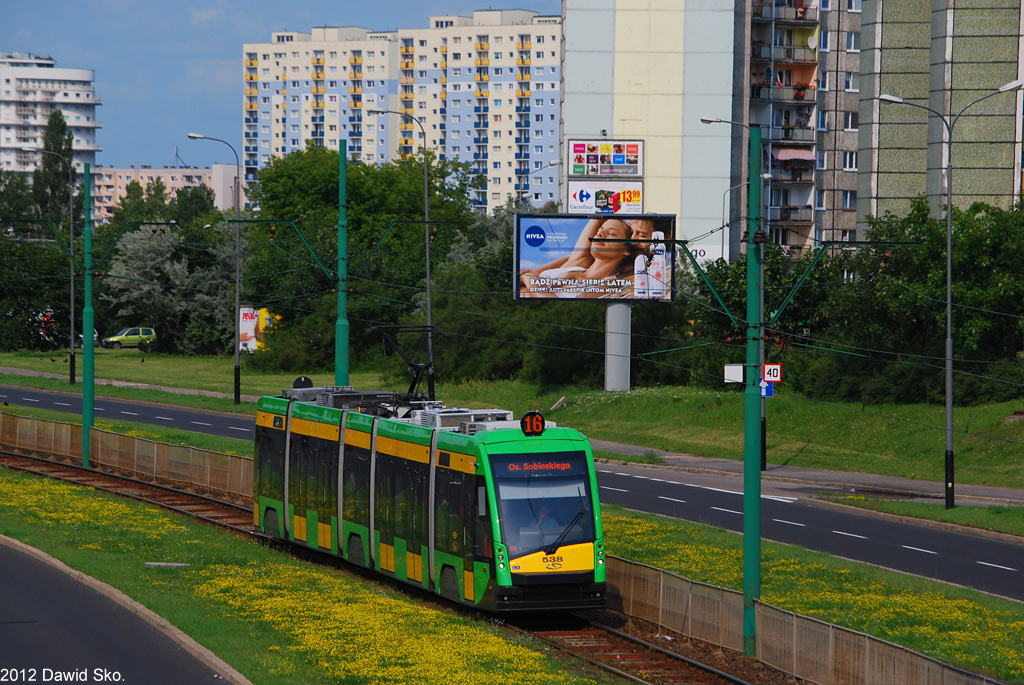
Tramwaj marki Solaris Tramino na ulicy Żegrze (2012)

Przez Żegrze przebiegają 4 linie tramwajowe – 3 dzienne oraz jedna nocna:
- 1 Franowo – Junikowo
- 3 Unii Lubelskiej – Błażeja
- 17 Starołęka – Ogrody
- 201 Os. Sobieskiego – Unii Lubelskiej

### Linie autobusowe
Przez obszar Żegrza przebiegają liczne linie autobusowe, obsługiwane zarówno przez MPK Poznań, jak i innych przewoźników.
- linie dzienne MPK Poznań[11]

-  152 Rondo Rataje – Darzybór
-  154 Franowo – Spławie
-  162 Rondo Rataje – Krzesiny – Rondo Rataje (linia okrężna)
-  166 Rondo Rataje – Zieliniec
-  174 Sobieskiego Dworzec – Unii Lubelskiej
-  181 Rondo Rataje – Centrum Handlowe M1
-  184 Rondo Rataje – Nowe ZOO
-  196 Rondo Rataje – Krzesiny – Rondo Rataje (linia okrężna)

- linie Zakładu Komunalnego w Kleszczewie obsługiwane na zlecenie ZTM[12]

-  431 Rondo Rataje – Kleszczewo/Pętla
-  432 Rondo Rataje – Kleszczewo/Pętla
-  435 Rondo Rataje – Tulce/Kościół

- linie Kombus Kórnik

- 501 Rondo Rataje – Kórnik-Bnin Osiedle
- 502 Rondo Rataje – Kórnik-Bnin Osiedle
- 560 Rondo Rataje – Zaniemyśl-kościół
- 561 Rondo Rataje – Zaniemyśl-kościół

- linie Kombus Kórnik obsługiwane na zlecenie ZTM[11]

-  511 Franowo – Kamionki/Klonowa
-  512 Franowo – Borówiec/Dębowa

- linie nocne MPK Poznań[10]

-  211 Garbary – Starołęka
-  212 Kacza – Szwajcarska Szpital
-  218 Sobieskiego Dworzec – Franowo
-  220 Garbary – Pokrzywno – Szczepankowo – Spławie – Krzesiny – Garbary (linia okrężna)
-  222 Mogileńska – Port Lotniczy Ławica

## Oświata
- Szkoła podstawowa nr 64 im. Marii Konopnickiej[13],
- Szkoła podstawowa nr 50 im. I Dywizji Pancernej gen. S. Maczka[14],
- Przedszkole nr 180 „Dzięciołowe Mieszkanie”[15],
- Przedszkole nr 20 „Śmiałka Umiałka”[16]
- Przedszkole nr 178 „Kwiaty Polskie”[17],
- Przedszkole nr 21 „Akademia Pana Kleksa”[18],
- Przedszkole nr 186 „Mieszkańcy Łąki”[19],
- Gimnazjum nr 27 im. z Oddziałami Integracyjnymi im. gen. Stanisława Maczka (wygaszone w 2019[20])[21]

## Kultura
- Dom Kultury „Na Pięterku”, os. Orła Białego 5[22]
- Dom Kultury „Polan Sto”, os. Polan 100[23]
- Cinema City Poznań Kinepolis, ul. Krzywoustego 72

## Media
- Ratajska Telewizja Kablowa (od 1997),
- Bezpłatny miesięcznik lokalny: „Gazeta ratajska” (nakł. 5000 egz.). Adresowany jest on do mieszkańców Rataj, Chartowa i Żegrza. Redaktorem naczelnym jest Jerzy Raube[24].
- Darmowy miesięcznik lokalny: „Oferta Rataj”[25].

## Wspólnoty religijne

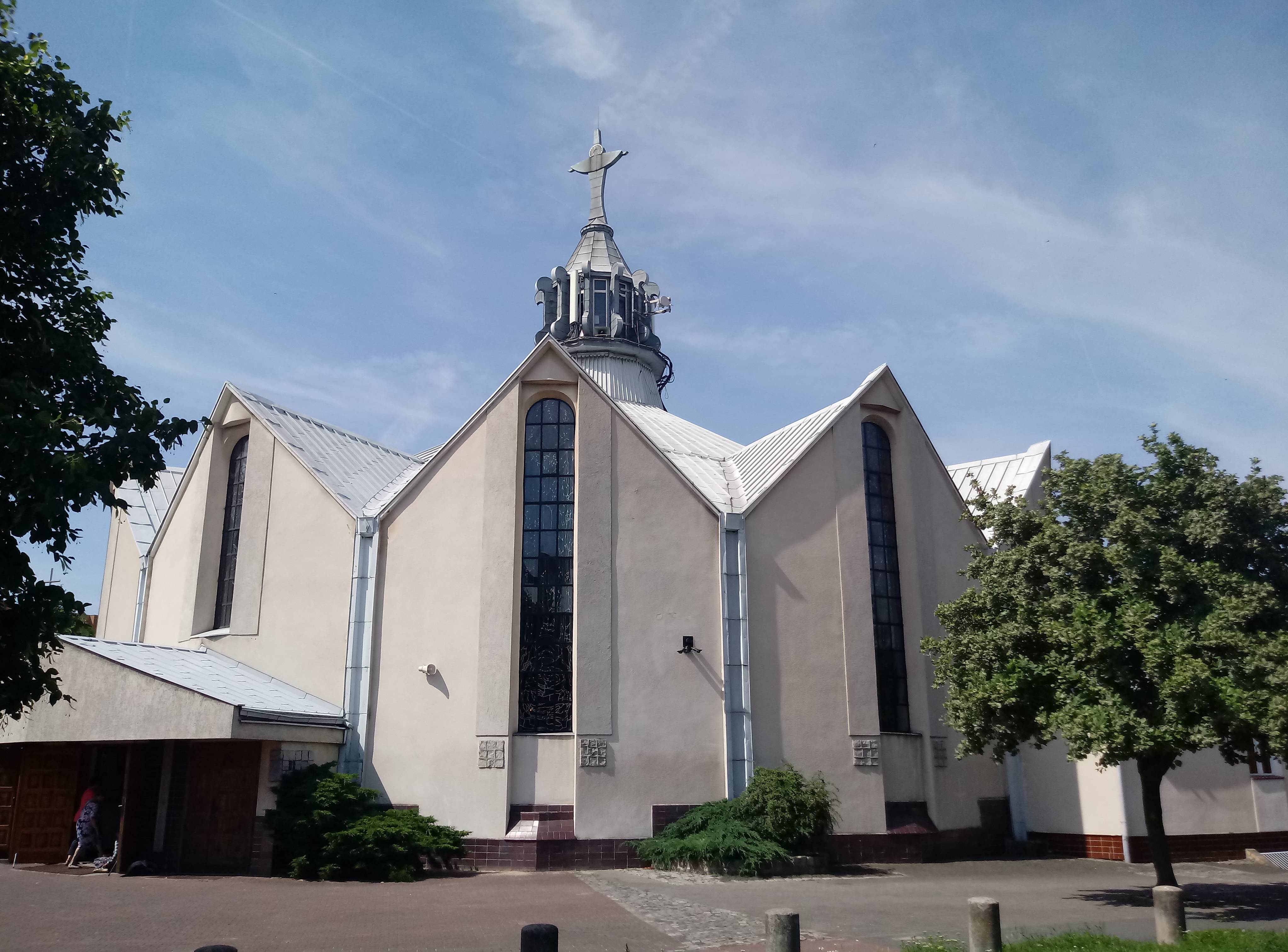
Kościół Najświętszej Bogarodzicy Maryi (2018)

Na Żegrzu utworzono dwie parafie kościoła rzymskokatolickiego, które należą do dekanatu Poznań-Rataje i są to:
- Parafia Najświętszej Bogarodzicy Maryi
- Parafia św. Mateusza Apostoła i Ewangelisty